# Insider (Kingcrow)
Insider è il secondo album della Progressive Hard Rock band italiana dei Kingcrow, pubblicato nel 2004 da Consytech Records Ltd.

## Il disco
Insider è il primo Concept album vero e proprio dei Kingcrow, nato dal sodalizio compositivo e lirico instauratosi tra il chitarrista Diego Cafolla e il nuovo cantante, Mauro Gelsomini, che ben riescono nella difficile impresa di legare in una sola anima testi e struttura musicale. E, come sostrato emotivo di ispirazione per Insider, i Kingcrow stavolta scelgono di guardare alla maestria indiscutibile dei Queensrÿche di Operation: Mindcrime. 
Le tematiche dell'album potrebbero essere inquadrate in quel sottofilone della letteratura Cyberpunk collegato agli esperimenti di Manipolazione Genetica sugli embrioni e agli innesti artificiali sul corpo umano: tra tutti si cita il caso del romanzo fantascientifico Il mondo nuovo di Aldous Huxley, capostipite del genere.
Anche Insider ha come sfondo un progetto criminale, in questo caso orchestrato da una società federale controllata dalla macchina governativa: Insider è proprio il nome di un progetto segreto per la creazione di uteri artificiali che si sostituiscono alla maternità naturale. Le cellule di embrioni selezionati con questa procedura diventeranno materiale umano di lavoro ad uso e consumo dei bisogni del progetto federale. Sempre secondo il progetto, gli uomini verranno sterilizzati mediante la diffusione di un virus selezionato chiamato Insider, che dà il nome al progetto criminale. 
Dopo un'introduzione con voci fuori campo di Friendship, in cui viene tratteggiato il legame di amicizia che unisce Jason e Alan, è The Project il titolo della canzone vera e propria di apertura dell'album,  nella quale comincia a dipanarsi la matassa del mistero che avvolge il programma federativo Insider. Infatti uno degli impiegati, Jason, al ritorno da una giornata di lavoro, si trova per errore tra le mani una serie di documenti segreti del governo che si pongono il folle obiettivo di operare nella società una rivoluzione genetica. Il brano inizia con una serie di riff graffianti del basso di Trinei, che sembra voler scuotere gli ascoltatori, incalzato dal potente gioco di rimandi della batteria di T. Cafolla e delle chitarre del duo D.Cafolla / Nastasi, fino all'inserimento della voce calda e teatrale di Gelsomini, che ben interpreta i dubbi interiori che dilaniano l'animo di Jason, strattonato tra il rendere parte della scoperta solo l'amico Alan oppure mettere al corrente anche la stampa ed i mezzi di comunicazione.  Segue la strumentale Temptation, brano dallo stile tipicamente Progressive, nella quale il protagonista è Alan, l'amico di infanzia di Jason, che in un momento di egoistica follia è tentato di informare i federali sulla scoperta del compagno d'infanzia. 
A questo punto il disco si concede un momento di ampio respiro con i toni morbidi e vibranti della bellissima ballad Never Say Die,  dalle atmosfere seventies e dai cori ricchi di Pathos, che vede Jason mettere al corrente delle sue scoperte una giornalista, che sembra promettere di aiutarlo. Tornato a casa, eccitato ed impaurito allo stesso tempo, Jason si addormenta sulla sua scrivania, perso nei meandri dei suoi pensieri. Nella traccia successiva, Eyes of a Betrayer, Alan, accecato da illusioni di potere e ricchezza, si lascia corrompere dagli inviati del governo federale per riportare indietro i fogli compromettenti trovati da Jason. Il brano trasmette una carica emotiva fortissima, in cui l'ascoltatore è avvolto dal cupo vortice dei riff di chitarra della coppia D.Cafolla/ Nastasi, e da giri di una carica adrenalinica notevole.  Dopo il dolce ed ipnotico intermezzo di Into The Cell, seguono le note forti di Lies, quasi ossessive, per raccontare la trappola che viene orchestrata ai danni di Jason: i federali si macchiano di un omicidio e fanno poi in modo che sia Jason a venir accusato ed imprigionato al posto loro. 
A questo punto Alan, distrutto dai sensi di colpa, decide di raccontare tutto al suo vecchio amico. È la volta di The Killing Hand, brano denso di energia tagliente e metallica, in cui emerge una batteria martellante in stile epico. Il testo ci mostra tutta la ferocia della mano omicida federale, pronta ad abbattersi su Alan, considerato una pericolosa mina vagante ai danni del loro piano “perfetto”, e divenuto una figura instabile da gestire.  Le voci di sottofondo che gridano al complotto fanno da introduzione a Stardust, pezzo di lirica bellezza, in cui Jason, ingiustamente tacciato di Schizofrenia da una perizia psichiatrica ordita dai federali, confida al pubblico tutto il suo malessere e la sua impotenza: per un momento si sente come un angelo senza ali in una prigione dorata, solo a combattere contro il mondo ed i federali, che con la “pioggia acida” dei loro piano criminali vogliono corrodere i fondamenti stessi che governano le leggi della vita. 
L'album si conclude con il grido accorato di Jason in Save Me, nel quale il protagonista si sente perso, rimasto solo a lottare contro la minaccia di distruzione insita nel sistema. La sua preghiera dalla consistenza rarefatta della polvere di stelle viene resa incalzante dalle rullate della batteria di T.Cafolla e dalle sferzate inferte dalla chitarre di D. Cafolla/ Nastasi, che conferiscono un ritmo circolare alla melodia. A concludere l'album un finale strumentale,  che apre con arpeggi di chitarra,  a cui si sovrappongono le sonorità acute dei rullanti della batteria e le voci finali di sottofondo, che ci lasciano con il dubbio che anche la stampa si presti inconsapevolmente ai loschi giochi federali…
Suggestivo ed evocativo anche l'artwork grafico di copertina, nella quale è raffigurato un uomo rannicchiato su se stesso, con le braccia che cercano di proteggerlo dai minacciosi palazzi che si incurvano su di lui, quasi soffocandolo: con questa immagine si riesce a creare una Sinestesia (linguistica) che coinvolge vista e udito di chi vi si approccia... L'urlo blu, come lo si potrebbe definire ispirandosi al famoso Grido esistenzialista dell'omonimo quadro di Edvard Munch,  è lo stesso urlo ed invocazione di Jason affidato al testo e alle avvolgenti sonorità di Save Me, come se la minaccia gravante del progetto Insider si annidasse prima di tutto nei nascosti meandri dell'animo di in ogni uomo... L'art design dell'album è ad opera di Luca Pellegrino. 

## Tracce
1. Friendship - 1.44 -  (D. Cafolla, Gelsomini)
2. The Project - 4.40 -  (D. Cafolla, Gelsomini)
3. Temptation - 3.24 -  (D. Cafolla, Gelsomini)
4. Never Say Die - 3.54 -  (D. Cafolla, Gelsomini)
5. Eyes Of A Betrayer - 4.32 -  (D. Cafolla, Gelsomini)
6. Into The Cell - 1.19 -  (D. Cafolla, Gelsomini)
7. Lies - 5.39 -  (D. Cafolla, Gelsomini)
8. The Killing Hand - 8.31 -  (D. Cafolla, Gelsomini)
9. Stardust - 5.17 -  (D. Cafolla, Gelsomini)
10. Save Me - 5.55 -  (D. Cafolla, Gelsomini)
11. Finale - 4.08 -  (D. Cafolla, Gelsomini)

## Formazione
- Mauro Gelsomini: lead and backing vocals – subjects & lyrics writer
- Diego Cafolla: lead guitar – songwriter & music supervisor
- Ivan Nastasi: guitar - backing vocals
- Thundra Cafolla: drums & percussions
- Matteo Trinei: bass